# Cinnyris humbloti
El suimanga de Humblot (Cinnyris humbloti) es una especie de ave paseriforme de la familia Nectariniidae.

## Distribución y hábitat
Es endémica de Comoras.

## Subespecies
Se reconocen las siguientes:
- C. h. humbloti Milne-Edwards & Oustalet, 1885 - Gran Comora
- C. h. mohelicus Stresemann & Grote, 1926 - Moheli